# 桂スタジオ
桂スタジオ（かつらスタジオ）は、株式会社桂企画が運営する屋内スタジオである。現在は（遅くとも2010年までに）閉鎖され、建物も既に解体。

## 施設
- 名称：桂スタジオ
- 運営会社：株式会社桂企画
- 代表者：植竹裕樹
- 所在地：〒343-0832 埼玉県越谷市南町1-4-9
- 駐車場：関係者用のみ
- 最寄駅：東武伊勢崎線蒲生駅 徒歩15分

## 概要
- 850m2の大スタジオと、324m2の小スタジオの2棟からなる。
- 主に、各種イベント・ドラマ・プロモーション撮影・コンサートのリハーサル等に使われる他、プロレス会場としても多く使われる。
- 2007年11月よりロケバスレンタルの事業(ケイエスロケーション)にも着手。

## プロレス会場として使用したことのあるプロレス団体
- 新日本プロレス
- 全日本プロレス
- プロレスリング・ノア
- プロレスリングZERO1-MAX
- 大日本プロレス
- DRAGONGATE
- みちのくプロレス
- プロレスリングElDorado
- 格闘探偵団バトラーツ
- プロレスリング・ナイトメア
- WWS
- I.W.A.JAPAN
- 暗黒プロレス組織666
- JWP女子プロレス
- LLPW
- 特に「デスマッチ団体」こと大日本プロレスでは、首都圏屋内主要会場の中では最も緩い会場規制を利用して、後楽園ホールでは不可能なデスマッチを行うなど、かねてから「実験的な会場」として位置付けられてきた。2008年からは「最も大日本らしさが出る会場」として準フランチャイズ化し、埼玉県内での活動拠点として使用され、デスマッチヘビー級選手権試合も行われるようになった。
- 過去には伊東竜二vsマッドマン・ポンド戦において、「アメリカンスタイル・デンジャーネットデスマッチ（高さ7メートルの足場と有刺鉄線が張り巡らされたリングを使用してのデスマッチ）」が行われている。
- 他団体ではナイトメアがカークラッシュデスマッチを実施している。
- 花火・爆竹等の使用も許可されており、それに目を付けた666が2007年5月20日に、大日本との2部構成の昼夜興行を敢行。バカ社長による火炎放射・爆竹等も、予め確認を貰った上で行われている。

## PV撮影等で使用したことのあるアーティスト
- BoA
- KAT-TUN
- SMAP
- 中島みゆき
- JAM Project
- モーニング娘。
- Every Little Thing
- Mr.Children
- EXILE